# 不当景品類及び不当表示防止法
不当景品類及び不当表示防止法（ふとうけいひんるいおよびふとうひょうじぼうしほう、昭和37年法律第134号）は、景品表示などに関する日本の法律である。「景品表示法」や「景表法」とも略して呼ばれる。
公正取引委員会経済取引局取引企画課と、審査局管理企画課が所管していたが、2009年9月1日の消費者庁設置に伴い同庁表示対策課に全面移管された。公正取引委員会による以前の「排除命令」は、消費者庁による「措置命令」へと名称が変更された（内容は同じ）。

## 構成
- 第1章 総則（第1条 - 第3条）
- 第2章 景品類及び表示に関する規制
  - 第1節 景品類の制限及び禁止並びに不当な表示の禁止（第4条 - 第6条）
  - 第2節 措置命令（第7条）
  - 第3節 課徴金（第8条 - 第21条）
  - 第4節 景品類の提供及び表示の管理上の措置（第22条 - 第24条）
  - 第5節 報告の徴収及び立入検査等（第25条）
  - 第6節 是正措置計画の認定等（第26条 - 第33条）
- 第3章 適格消費者団体の差止請求等（第34条・第35条）
- 第4章 協定又は規約（第36条・第37条）
- 第5章 雑則（第38条 - 第45条）
- 第6章 罰則（第46条 - 第52条）
- 附則

## 背景と目的
事業者（メーカー、販売・サービス業者）は売上・利益の増大のために、各種広告等における自らの商品・サービスの表示（商品名、キャッチコピー、説明文、写真・イラストなど）を消費者にとって魅力的なものにしようと考えている。また販売にあたって景品類（賞金や賞品など）をつけることもある。しかし、その表示が不当（虚偽・誇大）だったり、景品類が過大だったりすると、公正な競争が阻害され、消費者にとっての商品・サービスの選択に悪影響を及ぼす。
景品表示法は、不当な表示や過大な景品類を規制し、公正な競争を確保することにより、消費者が適正に商品・サービスを選択できる環境を守ることを目的としている。

## 制定の経緯
近年、景品表示法の制定の契機を、いわゆる「ニセ牛缶事件」と捉える向きがあるが、これだけでは同法が表示規制のみならず景品規制をも法目的にしていることに説明が付かない。
制定当時、当局は次のように説明している。
なお、当該説明の前年、法律専門雑誌に当該筆者の「懸賞・景品付販売について」という職名（公取委事務局経済部取引課長（当時））入り署名記事が掲載されており、景品規制にかかる立法措置の必要性について示唆している。

## 表示規制の概要

### 表示の定義（2条4項）
景品表示法では「表示」を次のように定義している。
1. 顧客を誘引するための手段として、
2. 事業者が自己の供給する商品または役務（サービス）の内容または取引条件その他これらの取引に関する事項について行う
3. 広告その他の表示であって、公正取引委員会が指定するもの

具体的には下記を指定する。一般消費者が認知できるものが対象になる。
- 商品、容器、包装、添付したもの
- 見本、チラシ、パンフレット、説明書面、ダイレクトメール、ファクシミリ、口頭
- ポスター、看板（プラカード、建物・電車・自動車等）、ネオンサイン、アドバルーン
- 新聞紙・雑誌、出版物、放送、映写、演劇、電光
- インターネット、パソコン通信

表示規制には、商品・サービスの内容（品質・規格など）に関する「優良誤認」と、取引条件（価格など）に関する「有利誤認」の2つがある。

### 景品類の制限及び禁止（4条）
不当な顧客の誘引を防止のため、景品類の価額の最高額若しくは総額、種類、提供の方法やその他関連する事項を制限し、または景品類の提供を禁止することができる。

#### カード合わせ
この法律に基づき、公正取引委員会告示で「くじその他偶然性を利用して定める方法」「特定の行為の優劣又は正誤によつて定める方法」による景品類の提供、また景品類の最高額を制限をしている。また「二以上の種類の文字、絵、符号等を表示した符票のうち、異なる種類の符票の特定の組合せを提示させる方法を用いた懸賞による景品類の提供は、してはならない。」とし、これは一般にカード合わせの手法とも呼ばれ、告示で制限されている。

### 優良誤認（5条1号）
商品・サービスの内容が、事実と相違して、
1. 実際よりも優良であると誤認させる
2. 他社の商品・サービスよりも優良であると誤認させる

ことを規制する。
- 例：
  - 「霜降り馬肉」と表示していたが、実際は馬肉に馬脂を注入したものだった。
  - 健康食品で「アントシアニン36％含有」と表示していたが、実際は1％程度に過ぎなかった。
  - 天然温泉を謳って集客していながら、実際は水道水を沸かして使っていた[4]。
  - 自動車のカタログ上にJC08モードで「1L当たり28.2km」と燃費表示していたが、実際には16%下回っていた[5]。

なお、食品においては、景品表示法の優良誤認とは別に、日本農林規格等に関する法律（JAS法）にもとづく生鮮食品品質表示基準並びに加工食品品質表示基準によって、「内容物誤認」が「表示禁止事項」として定められている。内容物誤認とは、産地を誤認させるような表示、その他内容物を誤認させるような文字、絵、写真その他の表示を指す。

一方、景品表示法の優良誤認は、食品に限らず、すべての商品・サービスが対象である。

### 有利誤認（5条2号）
商品・サービスの価格が、事実と相違して、
1. 実際よりも有利である（安い）と誤認させる
2. 他社の商品・サービスよりも有利である（安い）と誤認させる

ことを規制する。
- 例：
  - チラシで「通常価格3000円を1500円」と表示していたが、過去に3000円で販売したことがなかった。（二重価格表示）　注）定価・小売希望価格のない商品
  - 通販商品で「会員になるとお得」と表示していたが、5個以上購入の場合という条件を表示していなかった。
  - 外貨預金で「大型利息」と表示していたが、手数料がかかることを表示していなかった。

## 不実証広告規制（7条2項、8条3項）
従来、表示が優良誤認にあたるかどうかは、消費者庁（2009年8月以前は公正取引委員会）が調査して実証しなければならず、判断がくだされるまでに時間がかかっていた。表示に対する消費者意識の高まりを受け、立証責任を事業者に課したのが、2003年11月23日に施行された不実証広告規制である。
不実証広告規制のもとでは、表示が優良誤認にあたらないことを事業者が立証しなければならない。具体的には、消費者庁は事業者に対し、表示の「合理的な根拠」となる資料の提出を求めることができる。事業者は資料を15日以内に提出しなければならない。15日以内に提出しない場合、または提出された資料に合理的な根拠がないとされた場合は、不当表示と見なされる。
公正取引委員会は運用の透明性と事業者の予見可能性を確保するため、「不当景品類及び不当表示防止法第7条第2項の運用指針」（不実証広告ガイドライン）を公表（2003年11月23日）した。それによると、「合理的な根拠」の判断基準は次の2点となっている。
1. 提出資料が客観的に実証された内容のものであること。
2. 表示された効果、性能と提出資料によって実証された内容が適切に対応していること。

- 例：
  - ダイエット食品による体重減少の体験談が事実に基づいていない。
  - 害虫駆除機に表示されている電磁波の効果に根拠となるデータがない。

## 打ち消し表示
商品・サービスの表示において、強調表示（文字を大きく目立たせた表示）の例外を示したものを打ち消し表示という。打ち消し表示は、注意書きとして、強調表示よりも目立たないように表示されることが多い。
- 例：
  - 清涼飲料水の表示で「ミネラル補給」と表示し、「この商品でのミネラルとは、カリウム・リン・マンガンのことです」と打ち消し表示。
  - 携帯電話の広告で「通話料0円」と表示し、「午後9時から午前1時までは通話料がかかります」と打ち消し表示。
  - 結婚紹介所の広告で「成婚数1万件」と表示し、「会員外成婚を含む」と打ち消し表示。
  - 不動産（マンションなど）の広告で「東京駅まで電車で1時間」と表示し、「乗換え時間を含みません」と打ち消し表示。

打ち消し表示は消費者に見やすく、わかりやすくなければならない。公正取引委員会は2008年6月13日に、次のとおり、打ち消し表示の考え方を示した。
1. 打消し表示を行わずに済むように訴求対象を明確にするなど強調表示の方法を工夫することが原則
2. やむを得ず、打消し表示が必要な場合には、強調表示に近接した箇所、強調表示の文字の大きさとのバランス、消費者が手に取って見る表示物の場合、表示スペースが小さくても、最低でも8ポイント以上の文字、十分な文字間余白、行間余白、背景の色との対照性の点に留意

## 比較広告
景品表示法は、事業者による商品・サービスの比較そのものは禁止していない。公正取引委員会は「比較広告に関する景品表示法上の考え方」（比較広告ガイドライン）を公表（1987年4月21日）している。それによると、「適正な比較広告の要件」として、次の3点を満たすこととしている。
1. 比較広告で主張する内容が客観的に実証されていること
2. 実証されている数値や事実を正確かつ適正に引用すること
3. 比較の方法が公正であること

ただし、日本では商慣習として、比較広告は消費者の理解を得られにくいとされ、見かけることは少ない（例外が、1992年の「ペプシチャレンジ」、1990年前後の当時設立されて間もない後発電話会社（いわゆる新電電）の広告で、ある地域にかける電話料金について、NTTの料金と比較した優位性をアピールするものや、2006年頃にAppleが行ったMacとWindowsとの「Get a Mac」比較広告）。

## 措置命令（7条1項）
内閣総理大臣は、第四条の規定による制限若しくは禁止又は第五条の規定に違反する行為があるときは、当該事業者に対し、その行為の差止め若しくはその行為が再び行われることを防止するために必要な事項又はこれらの実施に関連する公示その他必要な事項を命ずることができる。その命令は、当該違反行為が既になくなつている場合においてもすることができる。
措置命令を行う権限は、景品表示法第33条第1項の規定により消費者庁長官に委任されている。

## 公正競争規約（31条）
景品表示法では、不当な表示と過大な景品類を防止するため、商品・サービスの業界ごとに自主ルールを定めることができるとしている。この業界自主規制のルールが公正競争規約であり、2009年9月現在、表示67件、景品類41件が定められている（公正競争規約一覧は外部リンクを参照）。
表示規約では、どのような表示が不当（虚偽・誇大）な表示にあたるのか、業界ごとに判断基準が定められている。
- 例：
  - 果実飲料の表示において、果実のスライス・しずくのイラストは、ジュース（果汁100 %のもの）のみに表示できること[6]。
  - 不動産広告の徒歩による所要時間は、80 mにつき1分の換算で表示すること[7]。

食品表示では日本農林規格等に関する法律でも同様に、「品質表示基準」がカテゴリーごとに定められていたが、2015年に「食品表示基準」（食品衛生法、JAS法及び健康増進法の下に定められていた表示基準を統合）によって廃止された（品質表示基準一覧は外部リンクを参照）。

## 行政措置の手順と件数
消費者庁は、消費者からの申告などを受けて、不当な表示や過大な景品類のおそれのあるときは、調査をする。事業者には、弁明、資料提出などの機会が与えられる。
違反がある場合は「措置命令」（2009年8月以前は「排除命令」）、違反のおそれがある場合は「指導」の措置がとられる。
一般からの申告・職権による探知等→調査→弁明の機会の付与→措置命令・警告・注意→（不服申立て・訴訟）→　確定
例えば、薬事法と食品表示・食品広告の規制は、都道府県の薬事規制担当部署と警察が行う。大部分の規制は都道府県による行政指導で行われ、公開されたり、商品回収・出荷停止になることは少ない。表示改訂には数カ月の猶予期間が与えられることが多い。一方、悪質な医薬品医療機器等法違反は警察による捜査や逮捕があり、その事実が報道発表される。
景品表示法の指導は公開されない。一方、措置命令（2009年8月以前は「排除命令」）は報道発表され、消費者庁のHPで公開される。措置命令を受けた商品・サービスのうち、措置命令時点でも不当表示が行われていると認められるものについては、不当表示を直ちにとりやめなければならない。調査の入った段階で、事業者が表示を改訂するケースも少なくない。
年度別の措置命令（2009年8月以前は「排除命令」）の件数は、下記のように推移している。
| 年度         | 2003 | 2004 | 2005 | 2006 | 2007 | 2008 | 2009 | 2010 | 2011 | 2012 | 2013 | 2014 | 2015 | 2016 | 2017 | 2018 | 2019 | 2020 |
| ------------ | ---- | ---- | ---- | ---- | ---- | ---- | ---- | ---- | ---- | ---- | ---- | ---- | ---- | ---- | ---- | ---- | ---- | ---- |
| 措置命令件数 | 27件 | 21件 | 28件 | 32件 | 56件 | 52件 | 12件 | 20件 | 28件 | 37件 | 45件 | 30件 | 13件 | 27件 | 50件 | 46件 | 40件 | 33件 |
| 事案数       | －   | －   | 9件  | 20件 | 16件 | 24件 | 11件 | 17件 | －   | －   | －   | －   | －   | －   | －   | ー   | ー   | ー   |

※事案数：　類似の商品・サービスにおける類似の表示について、同日に処理したものを1事案としてまとめた件数（消費者庁が2005年分から2010年分まで公表していた）

## 課徴金
全国的にメニュー偽装問題が相次いだことを受け、第187回国会（2014年9月29日 - 11月30日）にて改正景品表示法が成立した。2016年4月1日に施行され、課徴金制度の運用が実際に開始された。課徴金の対象となるのは、景品表示法の優良誤認表示と有利誤認表示の2つ。
課徴金の対象期間は最大3年で、原則として誤認表示をしていた期間が対象期間となるが、誤認表示をやめた後に商品や役務の取引があった場合、誤認表示をやめた日から6か月後、または誤認表示を撤回することを新聞に掲載するなど誤認のおそれを解消するための措置を採った日のいずれか早い日までが対象期間となる。
課徴金制度が開始されてから大手企業などでも課徴金が相次ぎ、1億円を超える事例も出ている。